# 梅思平
梅思平（1896年—1946年9月14日），原名祖芬，字思平，以字行，生於浙江省永嘉县，中華民國大陸時期政府官员，汪精卫政权部长。

## 生平
梅思平从浙江省立第十中学校（今温州中学）毕业，考入北京大学。五四运动爆发后，梅思平为学生运动的参与者之一。毕业后，先后担任商务印书馆编辑、中央大学和中央政治学校教授、江苏省第十区行政督察专员、保安司令、中国国民党中央法制专门委员会委员等职。
1938年，与汪精卫一起逃到河内。1939年1月16日，在香港的梅思平在路上被數人襲擊打傷頭部。3月21日，汪精卫在河内遇刺。中国国民党中央明令通缉汪精卫、周佛海、梅思平等人，并开除他们的党籍、撤销职务。4月下旬，梅思平与周佛海抵达上海。
1940年3月，汪精卫政权的第一届中央政治委员会成立，梅思平任指定委员。他先后出任工商部、实业部、內政部部长，浙江省政府主席。

## 被捕、审判、处决
1945年8月15日，日本投降。8月16日，汪伪政权开会商议解散。陳公博等人逃离。梅思平以汪伪“内政部长”身份出面维持南京局势。9月25日，梅思平将汪伪政府的一切档案、文件、物品，移交国民政府中央各部代表。9月26日，军统局人员逮捕梅思平，押解到宁海路25号军统临时看守所。不久后，他与陈公博共囚一室。12月上旬，梅思平等被押至军统局南京办事处提审。梅思平根据所提问题，写下两万字的自白书——《和平运动始末记》。
1946年4月中下旬，首都高等法院检察官数次提审梅思平。5月1日，中央警官學校派员给梅思平打指纹卡。5月3日上午，首都高等法院第一庭公审“民国三十五年度特字第一号汉奸案”开庭。庭审时，因无旁听证而露天站立在外的听众达3000余人。梅思平听完起诉书后，拒不认罪。5月9日上午，法庭公开宣判。审判长宣读《民国三十五年度特字第一号首都高等法院刑事判决书》，主文：“梅思平共同通谋敌国、图谋反抗本国，处死刑，褫夺公权终身，全部财产除酌留家属必需生活费外没收。”
法庭宣判后，梅思平申请复判的同时，让妻子王绶卿收集证据呈送法院。著名民法学家、胞弟梅仲協则前往庐山，求援于国民党元老李濟深。李济深请求蒋介石赦免梅思平死刑，当即被蒋介石拒绝。7月10日，梅思平提出申请再审书。8月26日，首都最高法院刑事第二庭“三十五年度特抗字第十三号”作出裁定：“抗告驳回”。8月30日，妻子王绶卿到首都高等法院递交“再审申请状”，请求“准予开始再审，废弃原定判决”。法院拒绝受理。此时，监禁中的梅思平因意识到免除死刑的希望不大，处于酗酒麻醉状态。9月14日凌晨，首都地方法院检察官奉最高法院检察署转奉司法行政部令，至老虎桥监狱，提出梅思平，在监狱大院的临时刑场执行死刑。被枪决前，梅思平拿出三封遗嘱：一份给蒋介石，一份给謝冠生，一份给家属。

## 家庭
- 妻子马志芸
  - 1926年，马志芸在上海生下女儿梅爱文仅七天，因染猩红热离世。梅爱文由舅舅马骅抚养长大。1939年，梅爱文因父亲梅思平投日，公开登报声明，脱离父女关系。同年12月15日，温州《浙瓯日报》“展望”专版刊登梅爱文的讲演稿——《我不愿做汉奸的女儿，我要打倒我的爸爸》[1]。
- 妻子王绶卿

## 备注
1. ↑  梅思平五四运动时候参与运动，并非领导者。近年有文章称他是“火烧赵家楼”点火之第一人[2]（该文章其它版本未提及点火人身份[3]）。与历史实际不符合，查阅民国报章杂志，以及当事人回忆，社会公认的率先冲进赵家楼，火烧曹汝霖住宅的学生是北京高等师范学校数学科四年级学生匡互生。